# Benthesicymus urinator
Benthesicymus urinator är en kräftdjursart som beskrevs av Martin D. Burkenroad 1936. Benthesicymus urinator ingår i släktet Benthesicymus och familjen Benthesicymidae. Inga underarter finns listade i Catalogue of Life.